# Viveka Erlandsson
Pour les articles homonymes, voir Erlandsson.
 (février 2023).
 Viveka Erlandsson est une mathématicienne suédoise spécialisée dans la topologie et la géométrie en basses dimensions , connue notamment pour avoir étendu les travaux de Maryam Mirzakhani sur le comptage des géodésiques sur les variétés hyperboliques,. Elle est maître de conférences à l'université de Bristol.

## Formation et carrière
Erlandsson obtient un bachelor en mathématiques appliquées de l'université d'État de San Francisco en 2004 et poursuit dans la même université pour une maîtrise en 2006. Elle devient chargée de cours au Baruch College et au Hunter College dans le système de l'Université de la ville de New York, tout en poursuivant un doctorat en mathématiques à la City University of New York, qu'elle a terminé en 2013. Sa thèse, intitulée The Margulis region in hyperbolic 4-space, est supervisée par Ara Basmajian. 
Après des recherches postdoctorales à l'université Aalto et à l'université d'Helsinki en Finlande, elle devient maître de conférences en mathématiques à l'université de Bristol en 2017. 

## Livre
Erlandsson est la co-auteure du livre Geodesic Currents and Mirzakhani's Curve Counting, avec Juan Souto, qui est publié par Springer en 2022,. 

## Reconnaissance
Erlandsson est la lauréate 2021 du prix Anne-Bennett de la London Mathematical Society, qui lui est décerné « pour ses réalisations exceptionnelles en géométrie et en topologie et son rôle actif et inspirant dans la promotion des femmes mathématiciennes »,. 